# Zdzisław Szczyt-Niemirowicz
Zdzisław Szczyt-Niemirowicz (Niemirowicz-Szczytt / Niemirowicz) ps. Kowalski (ur. 22 maja 1928 w Warszawie, zm. 12 lutego 2000 w Paryżu) – polski ekonomista, menedżer, dyrektor Komitetu do spraw Badań Przestrzeni Kosmicznej – COSPAR w Paryżu, powstaniec warszawski

## Życiorys

### Dzieciństwo
Syn Mikołaja, inżyniera i oficera WP, i Cezarii z Radziwiłłowiczów. Pochodził z linii wierzchowskiej Niemirowiczów-Szczyttów.
Od najmłodszych lat mieszkał na Żoliborzu w Warszawie. Wcześnie osierocony przez ojca (1932), do wybuchu II wojny światowej uczęszczał do szkoły Rodziny Wojskowej przy ul. Czarnieckiego. Po skończeniu szkoły powszechnej chodził na komplety Gimnazjum im. ks. J. Poniatowskiego, które także odbywały się w mieszkaniu Niemirowiczów-Szczyttów.

### Działalność konspiracyjna i udział w Powstaniu Warszawskim
Działalność konspiracyjną rozpoczął w sierpniu 1943 w 9. Kompanii Dywersyjnej obwodu żoliborskiego AK. Brał udział w powstaniu warszawskim jako żołnierz kompanii dywersyjnej Zgrupowania „Żniwiarz” na Żoliborzu. Uczestniczył we wszystkich akcjach „Żniwiarza” -  wymarszu do Kampinosu, bitwie na Zdobyczy Robotniczej, walce ze Straży Pożarnej na ul Potockiej, ataku na Dworzec Gdański, obronie dowództwa „Żywiciela” przy ul. Krasińskiego, obronie „Opla”, walki z patrolami niemieckimi na Marymoncie. W czasie powstania został ranny. Po kapitulacji powstania przebywał w obozie jenieckim Stalag XI-A – Altengrabow.

### Aresztowanie i więzienie
Do Polski powrócił w październiku 1945. Maturę uzyskał w 1947 w Gimnazjum im. Ks. J. Poniatowskiego w Warszawie i rozpoczął studia w Szkole Głównej Handlowej. Wkrótce, w 1949, został aresztowany przez służby bezpieczeństwa pod zarzutem nielegalnej działalności akowskiej. Po rocznym ciężkim śledztwie został skazany na 2 lata więzienia z utratą praw obywatelskich na rok i przepadek mienia. Karę odbył w całości w więzieniu na Mokotowie i w Rawiczu. W 1956 został zrehabilitowany.

### Kariera zawodowa
Po wyjściu z więzienia nie mógł znaleźć zatrudnienia zgodnego ze swoimi kwalifikacjami i zainteresowaniami. Dopiero po rehabilitacji w 1956 związał się zawodowo z instytucjami naukowymi. Podjął pracę w Komisji Międzynarodowego Roku Geofizycznego PAN. Organizował naukowe wyprawy polarne i tropikalne. Dwukrotnie uczestniczył w wyprawie na Spitsbergen (1958 i 1960). W latach 1961–65 był zastępcą dyrektora ds. finansowo-administracyjnych Zakładu Astronomii PAN w Warszawie. W 1963 organizował kongres Komitetu do spraw Badań Przestrzeni Kosmicznej (COSPAR) w Warszawie. W 1964 COSPAR zaproponował mu udział w organizacji kongresu we Florencji. Od 1965 do 1993 pracował w Komitecie ds. Badań Przestrzeni Kosmicznej (COSPAR) w Paryżu, gdzie zamieszkał z rodziną na stałe.  
Przez 25 lat był jedną z kluczowych postaci w działalności COSPAR, zajmując stanowisko sekretarza wykonawczego (1968-92), a po zmianie nazwy – dyrektora wykonawczego (1992-3). Zorganizował 21 kongresów międzynarodowych w dziedzinie badań kosmicznych, w tym ok. 350 sympozjów. Był członkiem komitetu redakcyjnego COSPAR – serii Space Research, Life Sciences and Space Research, Advances in Space Research (1980-1993) –  oraz redaktorem naczelnym Biuletynu Informacyjnego COSPAR (1968-90). Za zasługi dla COSPAR, jako pierwsza osoba w historii, otrzymał odznaczenie COSPAR Distinguished Medal.
Członek honorowy Towarzystwa Ekspertów Ameryki Łacińskiej w dziedzinie Teledetekcji (SELPER), członek rzeczywisty Międzynarodowej Akademii Astronautyki w Paryżu (1989-2000). Honorowy obywatel miasta Houston (USA).

### Rodzina
Poślubił Marię Antoninę Majewską (zm. 1994 Paryż), z którą miał córkę Ewę-Marię (1955-2014), związaną z Biblioteką Polską w Paryżu i Polskim Towarzystwem Historyczno-Literackim.

### Śmierć
Zmarł w 2000 w Paryżu. Pochowany obok żony i córki na cmentarzu Montmorency pod Paryżem.
W 2001 opublikowane zostały w Polsce wspomnienia Zdzisława Szczyt-Niemirowicza z okresu przedwojennego i okupowanej Warszawy (Zdzisław Szczyt-Niemirowicz, My chłopcy z Żoliborza. Przerwane wspomnienia, Warszawa 2001). 

## Wybrane odznaczenia
- Warszawski Krzyż Powstańczy
- Krzyż Armii Krajowej
- Medal za Warszawę
- Krzyż Kawalerski Orderu Zasługi RP
- Medal Wojska (2 x)
- Medal Zwycięstwa i Wolności
- Odznaka Akcji „Burza”
- Odznaka Grunwaldzka
- Croix du Combattant
- COSPAR Distinguished Medal (pierwsza osoba odznaczona w historii)
- Honorowy obywatel miasta Houston (USA).